# Embiratanha
Embiratanha (Pseudobombax marginatum) é uma árvore característica das caatingas, da família Malvaceae, que se apresenta como planta decídua de tronco largo com casca verde lisa ou rugosa, e de raízes comestíveis.

## Galeria

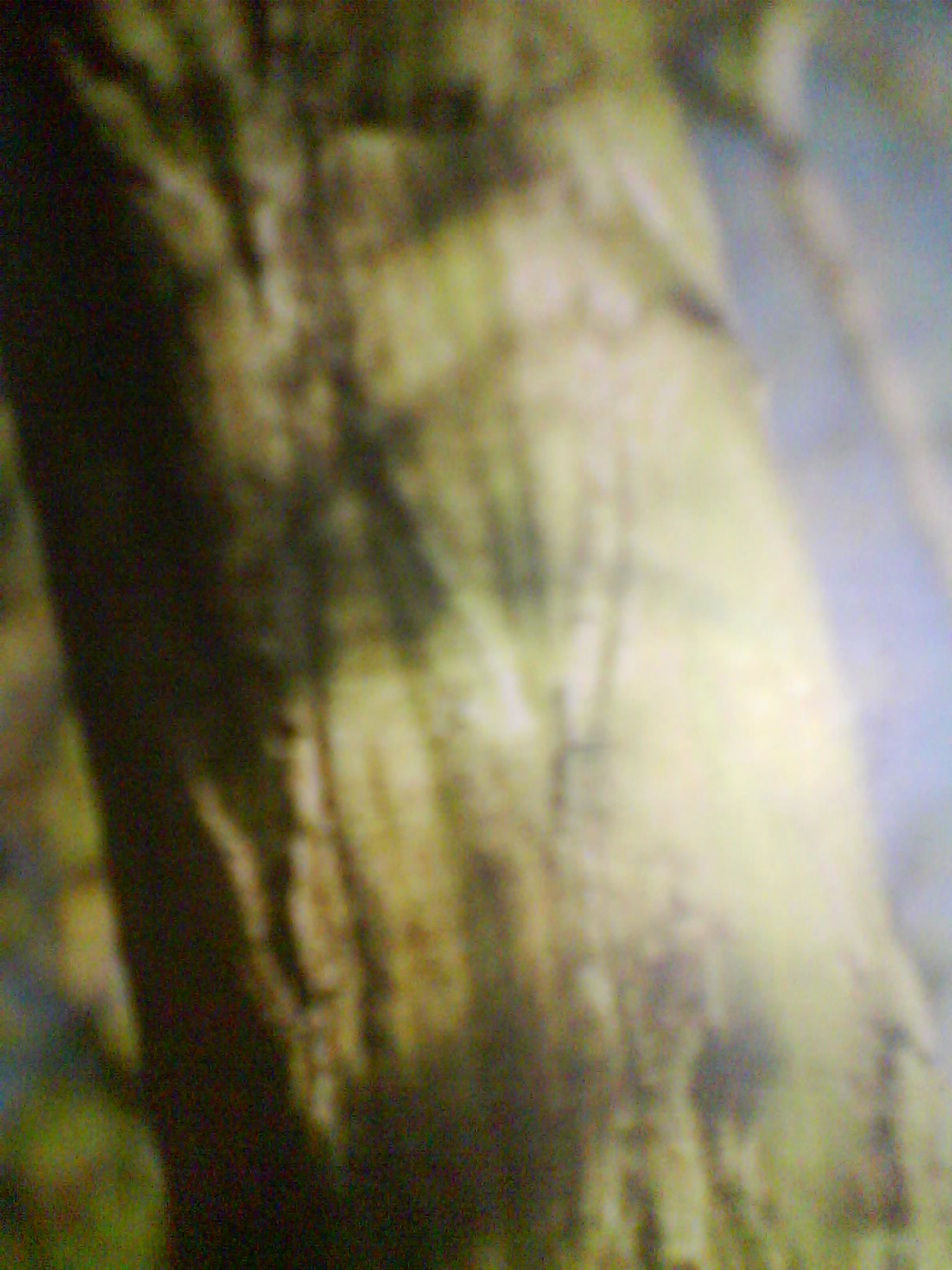
Casca verde lisa em tecidos meristemáticos primários da planta
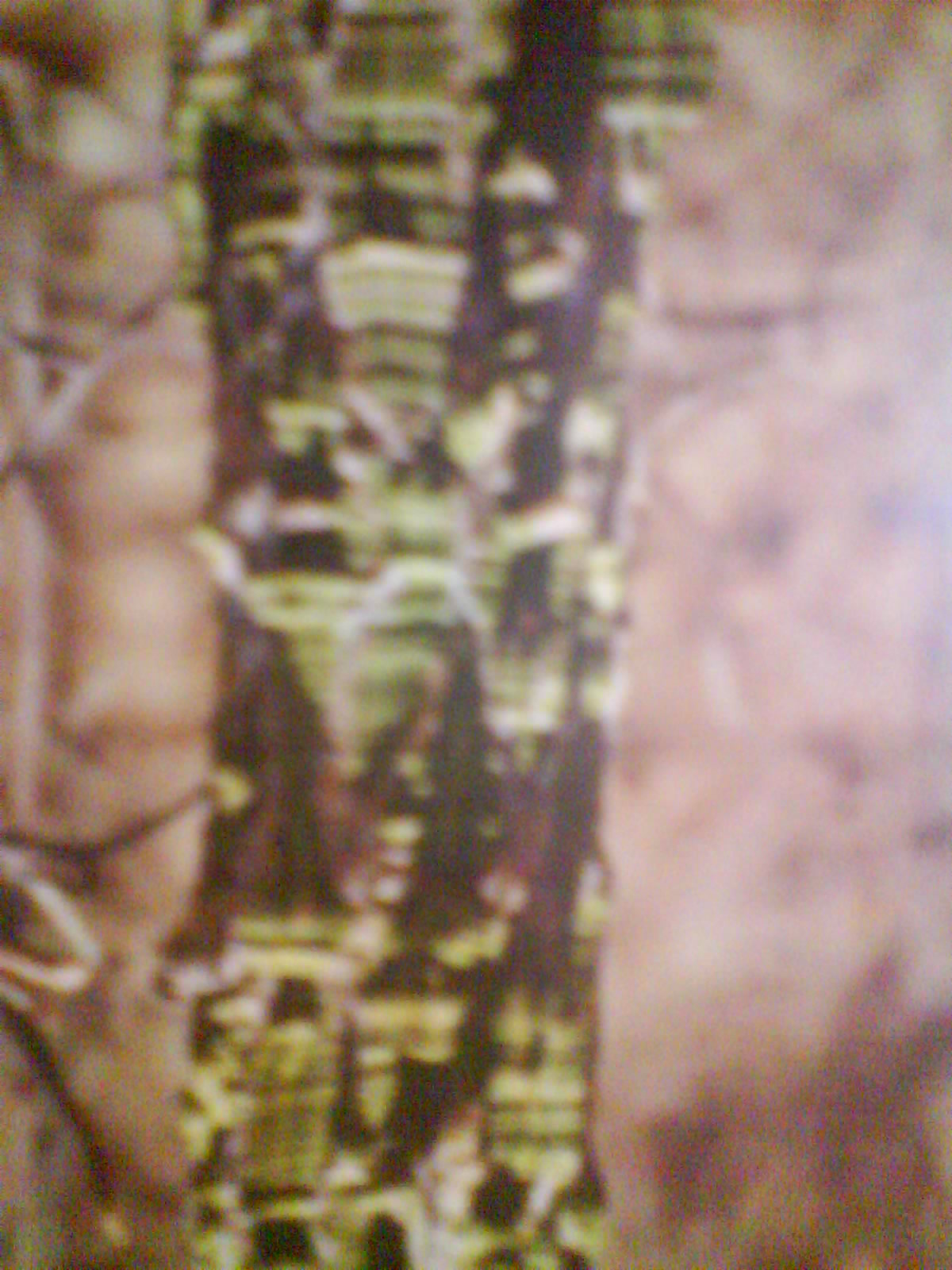
Casca verde rugosa em tecidos meristemáticos secundários da planta
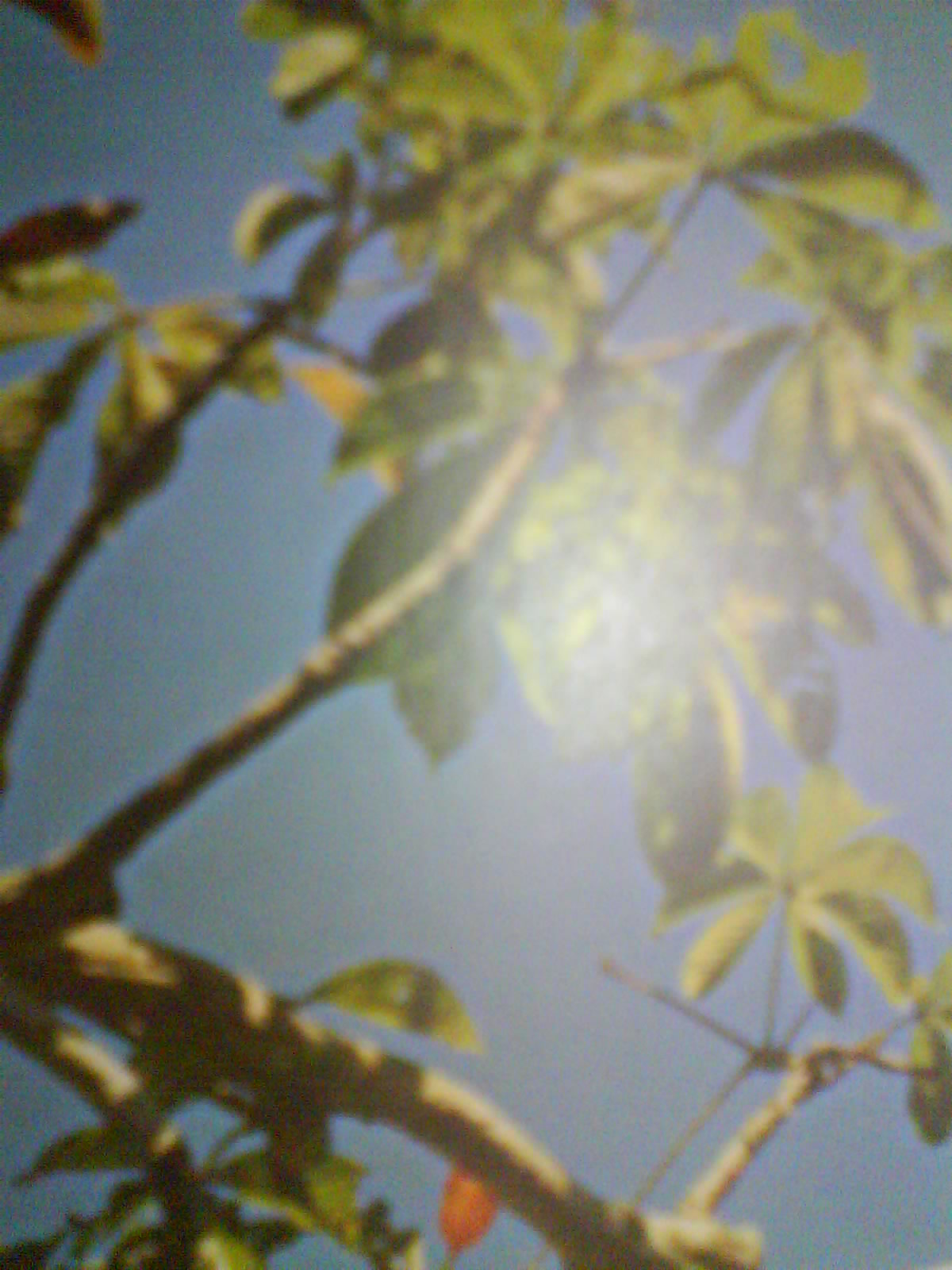
Detalhe do aspecto das folhas de embiratanha
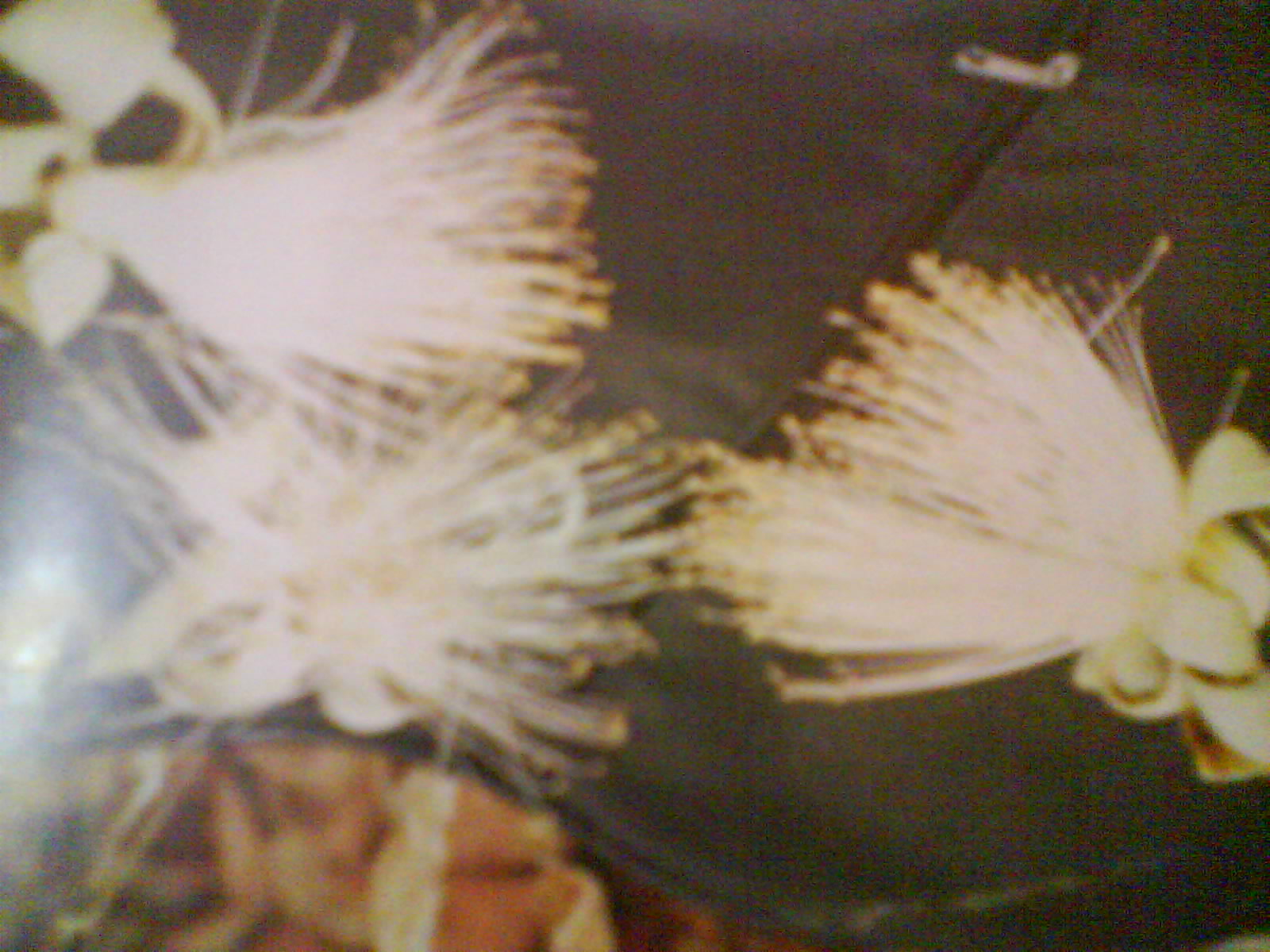
Detalhe das inflorescências
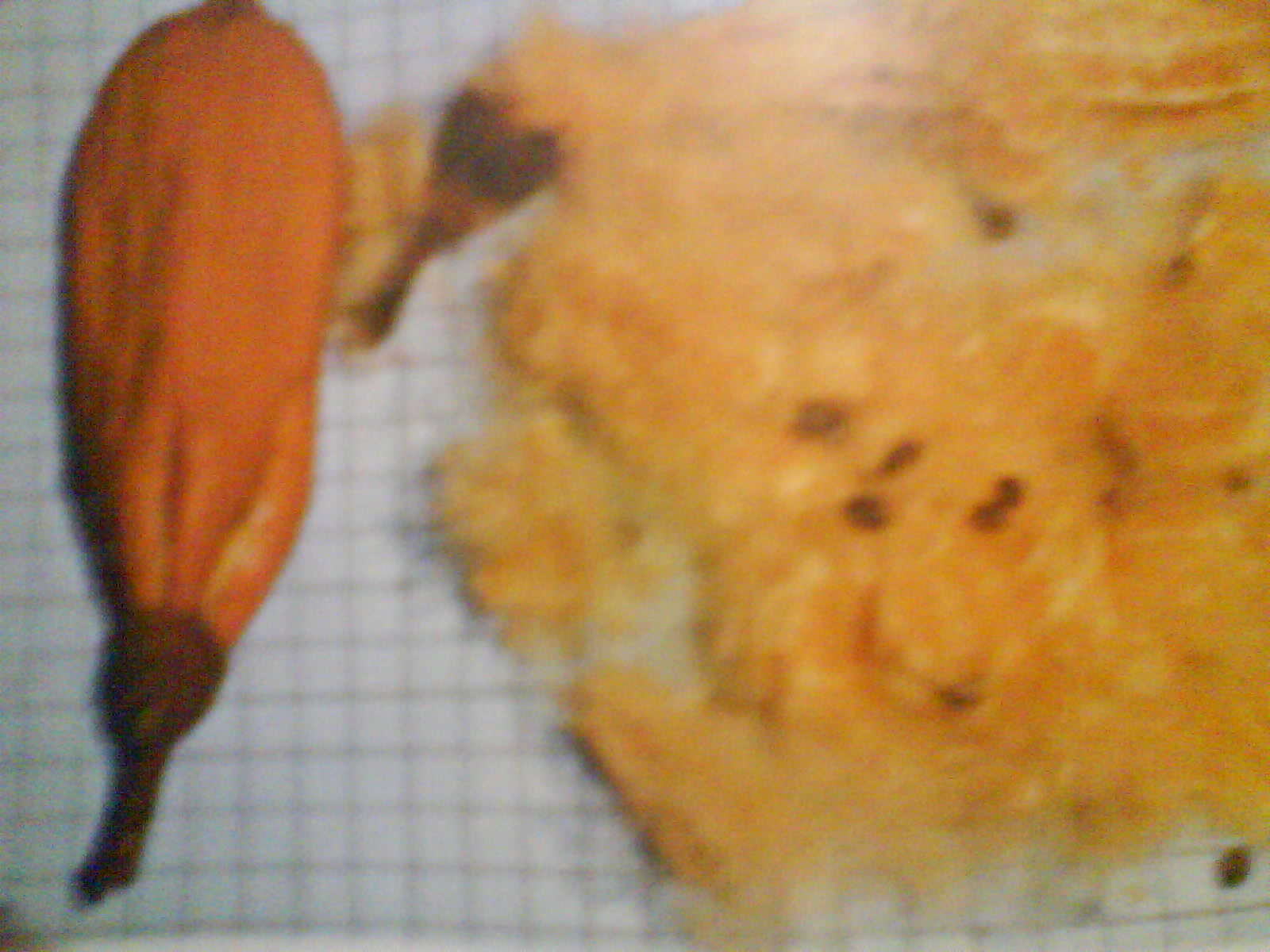
Detalhe dos frutos
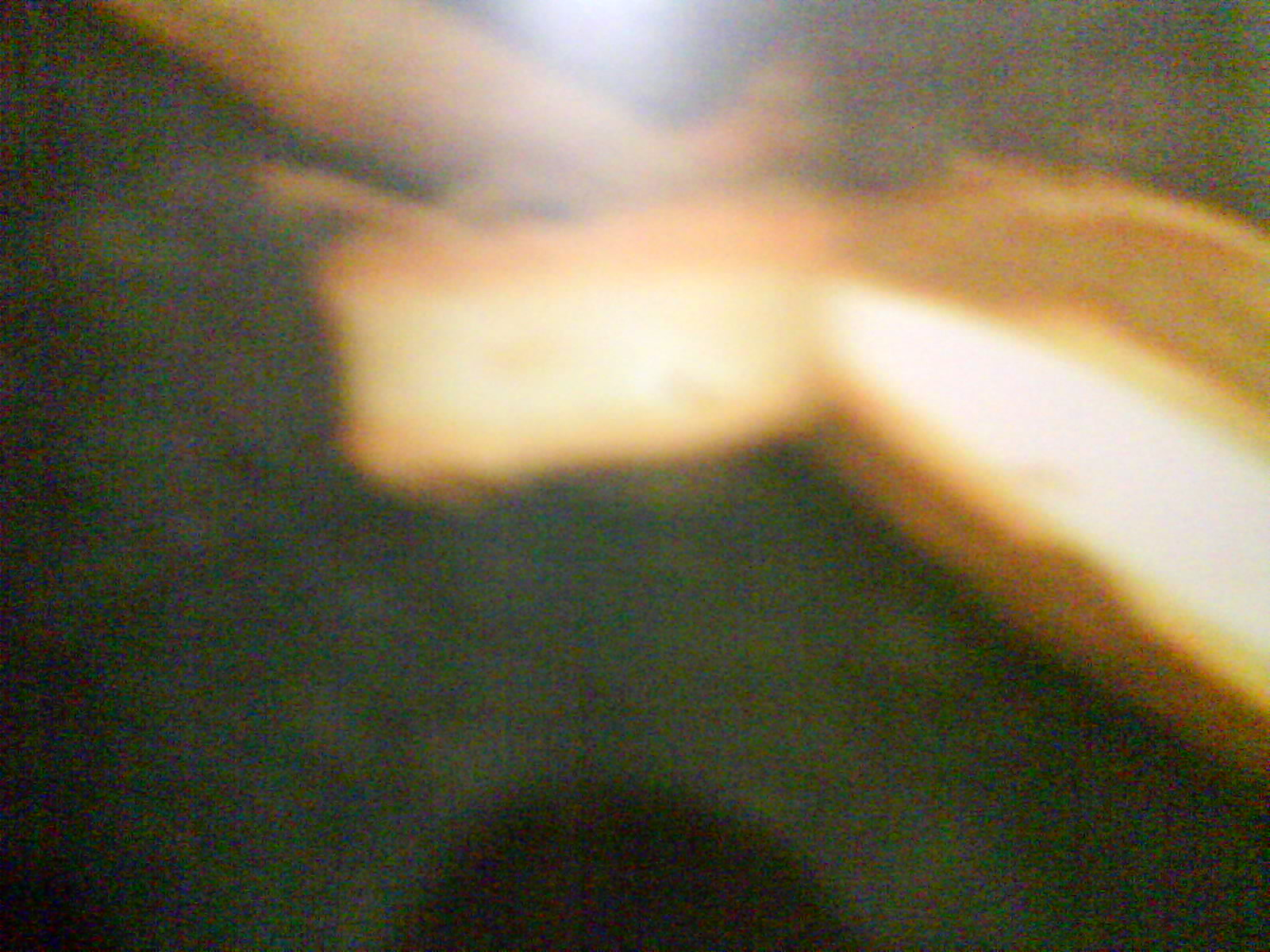
Detalhe da raiz tuberosa da planta